# Yamaha CP-Serie
Die Yamaha CP-Serie umfasst verschiedene elektromechanische und elektronische Tasteninstrumente der japanischen Firma Yamaha. Man kann drei Baureihen unterscheiden:
- Analoge elektronische Klangerzeugung (CP-20, CP-30, CP-25, CP-35)
- Mechanische, halbakustische Klangerzeugung (CP-60, CP-70, CP-80)
- Digitale elektronische Klangerzeugung (CP-33, CP-300, CP1, CP5, CP50, CP73 und CP88)

## Analoge elektronische Klangerzeugung

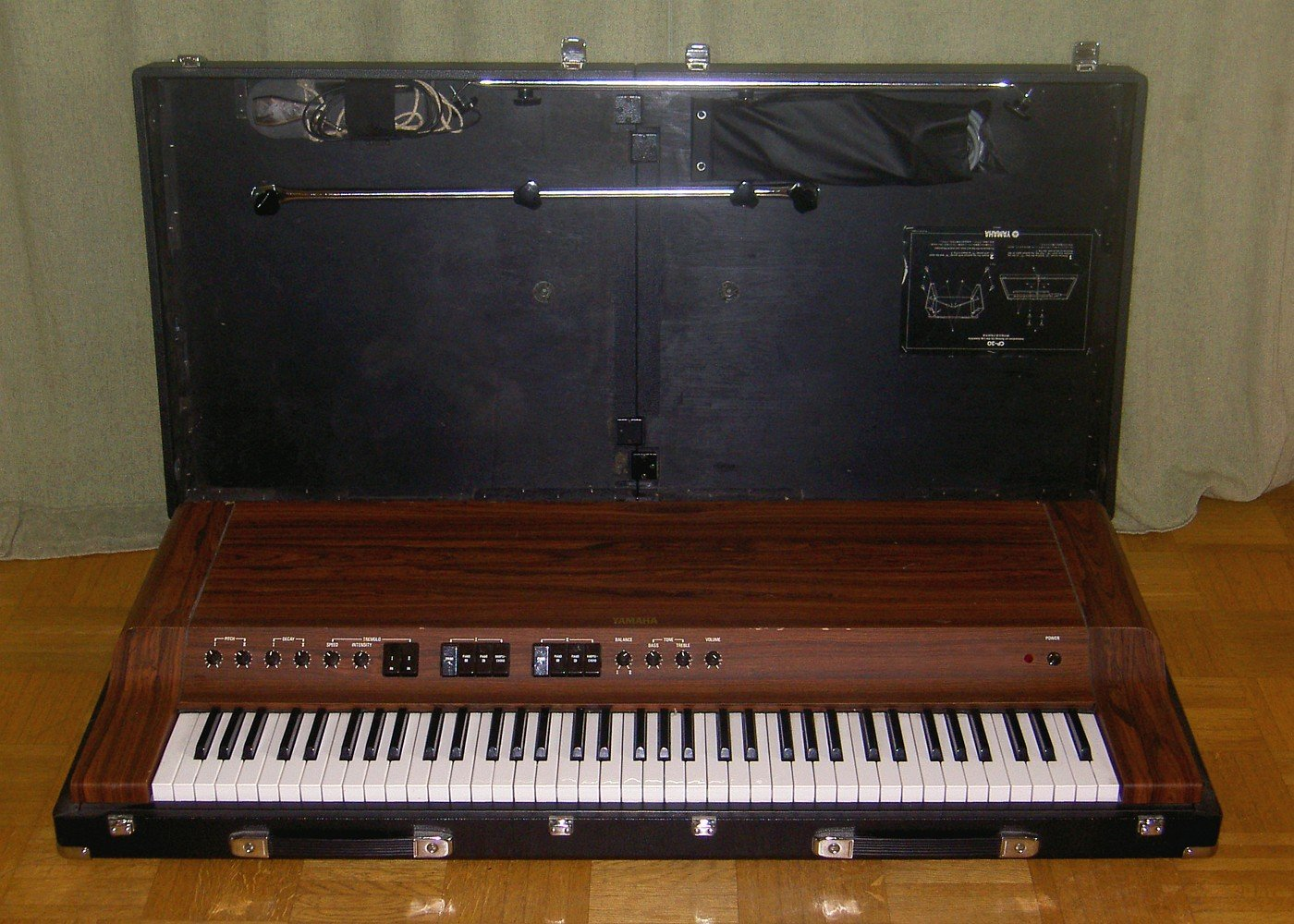
CP-30 aufgeklappt

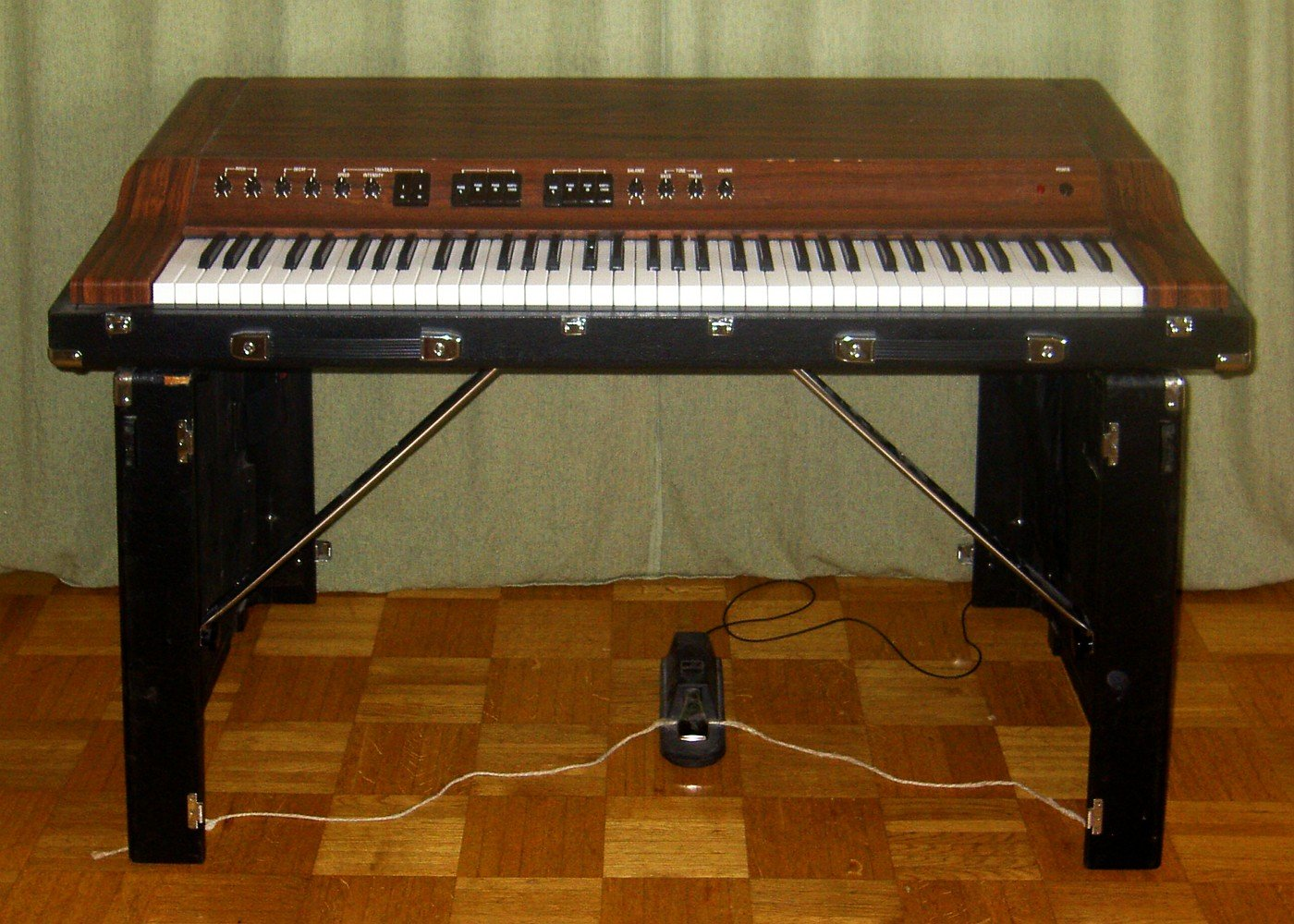
CP-30 spielbereit

Bei den Modellen CP-20, CP-30, CP-25, CP-35 handelt es sich um elektronische Pianos mit mechanischer und gewichteter Klaviatur und elektronischer Klangerzeugung. Im Unterschied zu den Modellen CP-60, CP-70 und CP-80 haben diese Instrumente keine Saiten und müssen auch nicht gestimmt werden. Die Töne werden digital erzeugt, das heißt, die Frequenzen der Töne werden mit Hilfe von Zähler-ICs gebildet; die dabei entstehenden Rechteckwellen werden anschließend durch diskrete Bauteile in analoge Signale umgewandelt, deren Klang einem Klavier ähnelt.
CP-20: 61 Tasten, einfache elektronische Klangerzeugung, vier Klangfarben. Die Klaviatur besteht aus Metalltasten, auf die vorne „normale“ Tasten aus Plexiglas aufgesetzt sind. Dies entspricht der Funktion wie bei einem echten Klavier, da die Tasten einen Waagepunkt haben, aber es befindet sich keine weitere Mechanik im Instrument. Durch diese Bauweise wird das gleiche Spielgewicht wie bei einem Klavier erreicht. Der Ton wird durch das Anschlagen an einen Kontakt, der oben über dem hinteren Tastenende angebracht ist, erzeugt. Das Piano ist anschlagsdynamisch, d. h. die Klangfarbe und Lautstärke können durch den Anschlag beeinflusst werden.
CP-30: 76 Tasten, sonst wie CP-20, aber mit doppelter Tonerzeugung. Dadurch können zwei Klangfarben gemischt werden und durch einen Pitch-Regler gegeneinander verstimmt werden, was den Klang „verbreitert“, natürlicher macht oder klangliche Effekte erzeugt.
CP-25, CP-35: Die CP-20/30-Nachfolgemodelle CP-25 (61 Tasten) und CP-35 (73 Tasten) haben zusätzlich zu den vorgegebenen Piano-Sounds (Presets) die Möglichkeit, den Klang mit Filtern, Hüllkurven und Effekten zu verändern. Dadurch sind sowohl perkussive als auch Flächensounds möglich. Insofern ähneln sie eher Synthesizern mit anschlagsdynamischen Tastaturen. Das Modell CP-35 enthält eine elektronische Schnittstelle (Prä-MIDI-Ära!), mit der ein YAMAHA CS-70 Synthesizer angesteuert werden kann.

## Mechanische, halbakustische Klangerzeugung

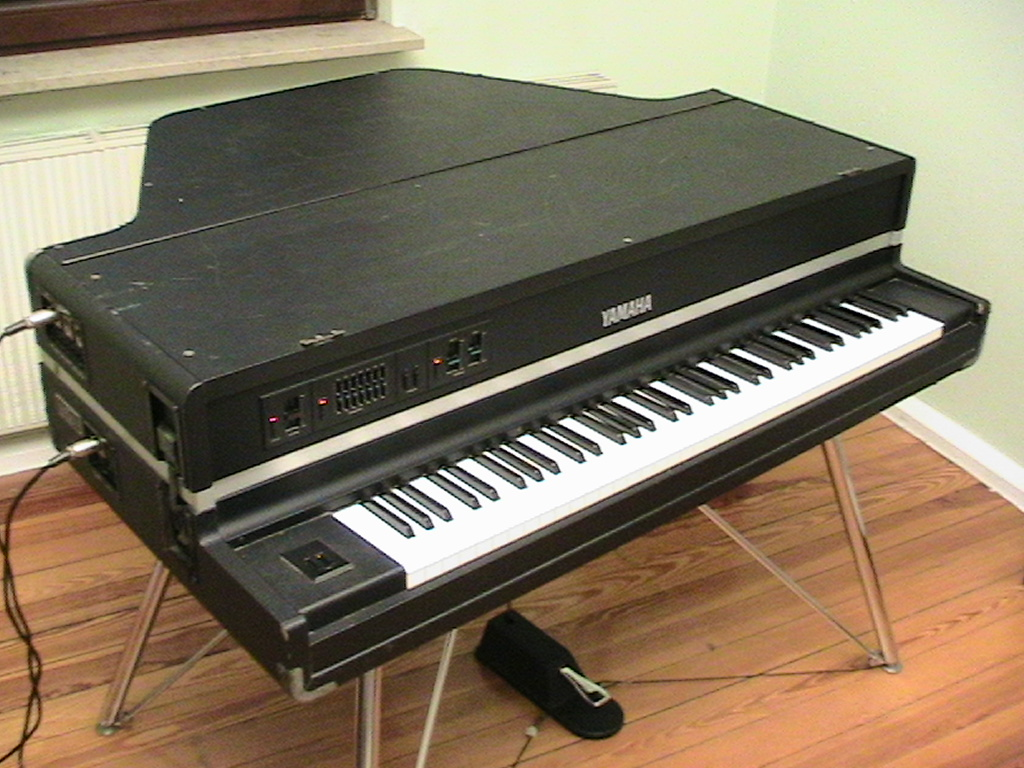
Yamaha CP-70M spielbereit aufgebaut

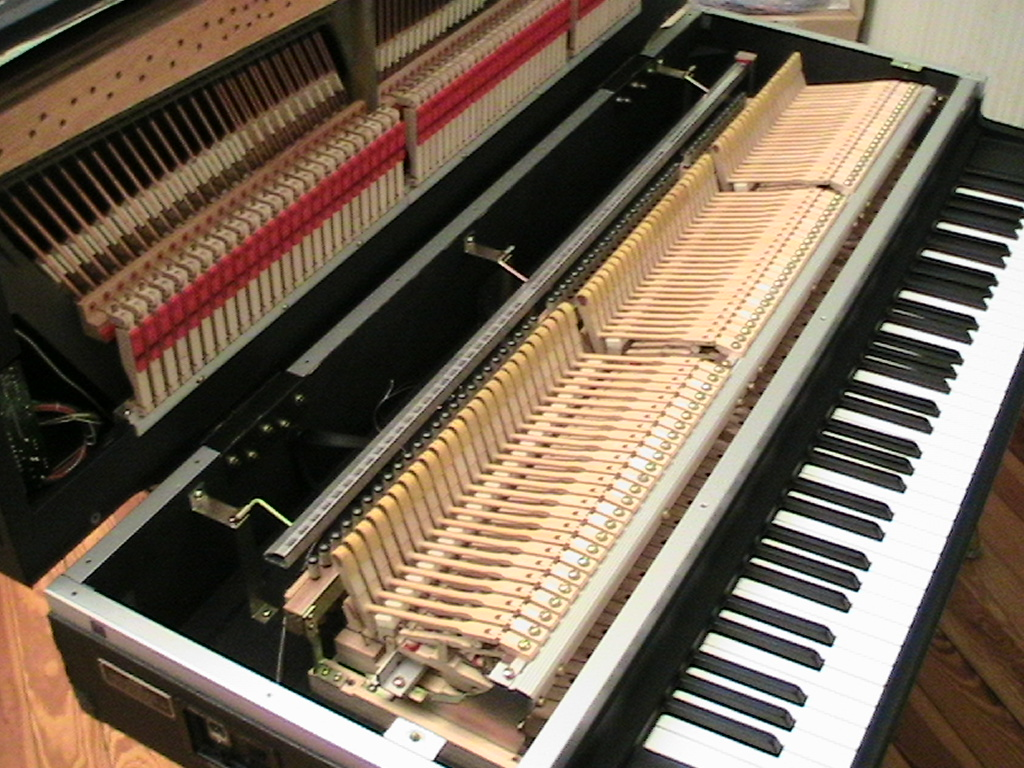
Yamaha CP-70M mit aufgeklapptem Deckel

Bei den Modellen CP-60, CP-70 und CP-80 handelt es sich um transportable, halbakustische Klaviere bzw. Flügel mit echter Mechanik und Saiten.
CP-60: 76 Tasten, Klavierform
CP-70: 73 Tasten, Flügelform
CP-80: 88 Tasten, Flügelform
1978 wurde Yamaha in den USA für die verwendete Technologie das bereits 1976 beantragte Patent erteilt, in dem der Aufbau der Pianos detailliert beschrieben ist. In Deutschland wurde das Patent 1977 beantragt und 1982 erteilt.
Diese Modelle wurden Mitte der 1970er bis Mitte der 1980er gebaut und waren in dieser Zeit trotz des enorm hohen Anschaffungspreises von ca. 15.000 DM (1978) sehr erfolgreich, weil sie konventionelle Flügeltechnik mit elektrischer Verstärkung, relativ geringem Gewicht (ca. 130 kg) und guten Transporteigenschaften vereinten. Sie wurden speziell für Rock- bzw. Popmusik entwickelt, da sich akustische Klaviere nur aufwändig in ein elektrisches Bühnenequipment einbinden lassen. Die einem Flügel nachempfundenen Modelle CP-70/80 bestehen aus zwei Teilen, die jeweils mit einem zusätzlichen Deckel bereits transportfähig verpackt sind (daher auch die Oberfläche aus schwarzem Kunstleder): dem Saitenrahmen mit der kompletten Elektronik und der Mechanik mit der Klaviatur.
Die Instrumente haben einen charakteristischen, manchmal leicht verstimmt wirkenden Klang. Zu den Ursachen zählen:
- Im mittleren und oberen Tastaturbereich werden jeweils zwei Saiten angeschlagen, im Bass eine Saite. Bei einem normalen Klavier sind der tiefe Bass mit einer, der obere Bass mit zwei und alle anderen Tasten mit drei Saiten versehen.
- Während in einem normalen Klavier die Hammerköpfe mit Filz bezogen sind, befinden sich in den CP-60/70/80-Modellen Hammerköpfe mit Kunststoffkern, der mit einem Lederstreifen überzogen ist. Dadurch klingen die Instrumente hart und obertonreich.
- Hinzu kommt die im Vergleich zu normalen Klavieren sehr kurze Saitenlänge (Mensur), die eine hohe Inharmonizität (= starke Teiltonverstimmung) mit sich bringt.
- Die von den piezoelektrischen Tonabnehmern verstärkten Klänge können mit dem eingebauten Equalizer oder Tremolo weiter verändert werden.

Die Instrumente müssen wie normale Klaviere gestimmt werden. Auch die Mechanik muss gewartet, d. h. nachreguliert werden.
Verdrängt wurden die halbakustischen Modelle schließlich durch das Aufkommen der Digitalpianos und Sampler, die nun auch „echte“ Klavierklangfarben erzeugen konnten und weniger Aufwand beim Transport und bei der Wartung verursachten.

### Weitere Modelle
Ausgangsmodelle sind das CP-70B und CP-80, beide mit symmetrischen und unsymmetrischen Stereo-Ausgängen, einer dreikanaligen Klangregelung, eingebautem Tremoloeffekt und einem einschleifbaren Effektweg.
Die Nachfolgemodelle CP-70D und CP-80D verfügen über einen graphischen 7-Band-Equalizer sowie zwei Effektwege. Alle Regler sind als modern wirkende Schieberegler ausgeführt.
Die jeweils letzte Auflage heißt CP-70M bzw. CP-80M. Die Modelle haben ein zweites Netzteil, um die unter der Tastatur befindliche MIDI-Elektronik mit Strom zu versorgen. Hinzu kommen zwei Taster, um die MIDI-Funktion zu aktivieren und den Splitpunkt festzulegen; letzteres bietet die Möglichkeit, nur von einem Teil der Tastatur aus MIDI-Signale zu senden („Split“). Die Signale werden ausschließlich auf dem MIDI-Kanal 1 gesendet. Es gibt nur eine MIDI-OUT-Funktion.
Ähnlich aufgebaute Modelle gab es von Kawai: EP-608 (Klavier) und EP-308 (Flügel).

### Hörbeispiele
Viele Musiker nutzten Ende der 70er und in den 80ern das CP-70 und das CP-80.
Bekannte Musikstücke mit Yamaha CP-70 oder CP-80:
- Spliff: LP → Spliff Radio Show → „Rock is a Drug“
- Peter Gabriel: „Red Rain“, „In your Eyes“
- Genesis: angefangen bei "…And then there were three" bis zu „Genesis (album)“
- Phil Collins: „A Groovy Kind Of Love“
- Elvis Costello: „Everyday I Write the Book“
- Joe Jackson: „Steppin’ Out“
- Manfred Mann: „For You“
- Raul de Souza: „Sweet Lucy“, „Daisy Mae“
- Bar-Kays: „Deliver Us“
- Simple Minds – Diverse Stücke
- Keane – Diverse Stücke
- Tears for Fears: „The Working Hour“
- Tangerine Dream: „Live Piano-Intro "Pergamon" / "Don Quichotte“
- Mark Forster: „Chöre“
- Billy Joel: „All for Leyna“
- Simon and Garfunkel: „Bridge over troubled Water“ in "The Concert in the Central Park"
- U2: „New Years Day“

## Digitale elektronische Klangerzeugung
Nach vielen Jahren Pause werden seit 2006 unter der Serienbezeichnung CP von Yamaha wieder sogenannte Stage-Pianos angeboten. Im Unterschied zu Masterkeyboards und Synthesizern wird bei Digitalpianos ausdrücklich auf Klavier-Klänge und eine gewichtete Tastatur Wert gelegt, um dem Spieler ein möglichst klavierähnliches Spielgefühl zu vermitteln; die Nutzbarkeit als MIDI-Master ist vorhanden. Die Klangerzeugung selbst erfolgt rein digital, in der Regel auf der Basis von vorher aufgenommenen und geeignet bearbeiteten Samples – mehrheitlich fehlen eingebaute Lautsprecher.

### Wiederaufnahme der Serie
Im Unterschied zu den meisten anderen Digitalpianos verfügen die CP-Modelle unter anderen über spezielle Klänge (Mono Piano), die sich am Sound der Modelle CP-70/80 orientieren.
CP-33: 88 graduiert gewichtete Tasten, 14 Klänge, Gewicht: 18 kg
CP-300: 88 graduiert gewichtete Tasten, 50 Klänge, eingebaute Lautsprecher 2×30 W, Sequenzer, Gewicht: 32,5 kg

### VariationklassischerSounds durch teilweise Klangsynthese
Anfang 2010 folgte in der CP-Serie eine weitere Modellgruppe: Mit dem CP-1, CP-5 und CP-50 kamen drei neue Stage-Pianos auf den Markt, die mit Hilfe der Klangsynthese Klavier und ePiano-Sounds nachbilden können. Das CP-1 ist dabei das Flaggschiff und wartet neben der qualitativ hochwertigen Verarbeitung auch mit dem eigens für diese Reihe entwickelten Klangerzeugungssystem SCM (Spectral Component Modeling) auf. Ähnlich wie bei Rolands V-Piano kombiniert man Sampling- und Modeling-Technologien um im Studio- und Live-Betrieb mehr Einfluss auf die Klangerzeugung ermöglichen zu können. So können beispielsweise auch Parameter wie Härte und Anschlagsposition der Hämmer verstellt werden. Mit der neuen Technologie konnte erstmals auch eine nahezu perfekte Emulation des Yamaha CP-80 angeboten werden. Das CP-5 unterstützt nicht alle Funktionen der SCM-Klangerzeugung des CP-1, bietet dafür aber weitere Klänge auf Grundlage der AWM2-Sampletechnologie (Advanced Wave Memory). Beide Stage-Pianos verfügen über eine neue NW-Stage Holztastatur mit einer Decklage aus synthetischem Elfenbein und einer Vibrationen minimierenden Mechanik. Das CP-50 hat hingegen noch die Standardtastatur GH und wurde um weitere SCM- und AWM2-Klänge reduziert.
CP1: 88 graduiert gewichtete Tasten (NW-STAGE), 17 Klänge (SCM), Gewicht: 27,2 kg
CP5: 88 graduiert gewichtete Tasten (NW-STAGE), 17 Klänge (SCM) + 305 (AWM2), Gewicht: 25,2 kg
CP50: 88 graduiert gewichtete Tasten (GH), 12 Klänge (SCM) + 215 (AWM2), Gewicht: 20,9 kg
2013/14 folgten das CP40 Stage und das CP4 Stage mit einer ähnlichen Klangerzeugung wie die Vorgängermodelle, aber deutlich geringerem Gewicht und vereinfachtem Bedienkonzept.
CP4: 88 graduiert gewichtete Tasten (NW-STAGE), 433 Klänge (SCM + AWM2), Gewicht: 17,5 kg
CP40: 88 graduiert gewichtete Tasten (GH), 297 Klänge (SCM + AWM2), Gewicht: 16,3 kg

### Direkte Klangkontrolle im Live-Betrieb
Die beiden Modelle CP73 und CP88 folgten 2019, waren in der Klangerzeugung wieder auf AWM2 reduziert und unterschieden sich nur in der Tastatur: 73 leichtgewichtete Tasten entsprechend einem E-Piano bzw. 88 gewichtete Holztasten entsprechend einer Flügelmechanik. Das Konzept ist auf gute, variable Live-Bedienbarkeit ausgerichtet und bietet eine begrenzte Zahl von Klavier-, E-Piano- sowie weiteren Klängen mit jeweils eigener Effekt-Sektion. Ihre Bedienung ähnelt stark den Stagepianos der Fa. Nord, inklusive des Versprechens nachgereichter Klang-Erweiterungen. Persönliche Einstellungen der zahlreichen Regler lassen sich über ein Online-Portal austauschen.
CP88: 88 graduiert gewichtete Tasten (NW-GH), 57 Klänge (10× "Piano", 14× "E-Piano", 33× "Sub" – jeweils AWM2), Gewicht: 18,6 kg
CP73: 73 leicht gewichtete Tasten (BHS), 57 Klänge (10× "Piano", 14× "E-Piano", 33× "Sub" – jeweils AWM2), Gewicht: 13,1 kg
Ein Gerät eigener Art ist das Reface CP von 2015, das im Rahmen der breiteren Reface-Serie (Synthesizer, Orgel, E-Piano) als Wiederauflage "klassischer" Sounds im mobilen Format vermarktet wird und neben dem Klang des Yamaha CP80 vier solche klassischer Modelle anderer Hersteller sowie einen Spielzeugsound enthält. Einerseits sprechen 37 verkleinerte Tasten und Batteriebetrieb sowie das Gewicht von knapp 2 kg für ein Spielzeug, Klangmodul und Anschlüsse sprechen aber für die Möglichkeit eines begrenzt professionellen Einsatzes.

### Vorläufer-Modelle
Bereits im Jahr 2002 wurde ein Modell P-250 produziert, das äußerlich und technisch dem Modell CP-300 ähnelt, wie sich der Bedienungsanleitung des P-250 im Yamaha-Archiv entnehmen lässt.